# Red Springs
Red Springs est une ville américaine située dans le comté de Robeson en Caroline du Nord. En 2010, sa population était de 3 428 habitants.

## Démographie
| 1900 | 1910  | 1920  | 1930  | 1940  | 1950  |
| ---- | ----- | ----- | ----- | ----- | ----- |
| 858  | 1 089 | 1 018 | 1 300 | 1 559 | 2 245 |

| 1960  | 1970  | 1980  | 1990  | 2000  | 2010  |
| ----- | ----- | ----- | ----- | ----- | ----- |
| 2 767 | 3 383 | 3 607 | 3 799 | 3 493 | 3 428 |

## Traduction
- (en) Cet article est partiellement ou en totalité issu de l’article de Wikipédia en anglais intitulé « Red Springs, North Carolina » (voir la liste des auteurs).